# Journée internationale pour l'élimination de la pauvreté
En 1992, l'Assemblée générale de l'ONU, se félicitant que certaines organisations non gouvernementales, à l’initiative de l’une d’entre elles (le mouvement international ATD Quart Monde, basé en France), aient décidé dans de nombreux pays de faire du 17 octobre la Journée mondiale du refus de la misère, a décidé que cette date marquerait la Journée internationale pour l'élimination de la pauvreté (résolution 47/196 du 22 décembre). 
À cette occasion, le mouvement ATD Quart monde organise des rassemblements, concerts, marches, témoignages... dans toute la France mais aussi dans le monde entier (Espagne, Royaume-Uni, Pologne, La Réunion...). Ce jour-là sert à redire à toute la société que le combat contre la misère a besoin de toutes les forces, a besoin de tout le monde, contre l'exclusion sociale et la stigmatisation. 

## L'initiative d'ATD Quart Monde
Le 17 octobre 1987, à l’appel du père Joseph Wresinski, 100 000 personnes sont rassemblées place du Trocadéro à Paris pour y graver le texte suivant dans le marbre du parvis des droits de l'homme, là-même où fut adoptée, le 10 décembre 1948, la Déclaration universelle des droits de l'homme :
Le 17 octobre 1987 des défenseurs des droits de l’homme
Et du citoyen de tous pays
Se sont rassemblés sur ce Parvis. Ils ont rendu hommage
Aux victimes de la faim, de l’ignorance et de la violence,
Ils ont affirmé leur conviction que la misère n’est pas fatale.
Ils ont proclamé leur solidarité avec ceux qui luttent
À travers le monde pour la détruire.
« Là où des hommes sont condamnés à vivre dans la misère ;
Les droits de l’homme sont violés.
S’unir pour les faire respecter est un devoir sacré. »
Père Joseph Wresinski